# Gilbert Getten
Gilbert Getten, né le 8 avril 1905 à Soustons (Landes) et mort le 15 décembre 1947 à Paris (Seine), est un homme politique français et un résistant.

## Biographie
Lucien Gilbert Getten vit à Bayonne dans les années 1920. Rédacteur à L'Express du Midi, il est élu membre en 1927 de l'Association régionaliste du Béarn. Membre de son comité littéraire, c'est alors un poète régionaliste,.
Il passe les épreuves écrites pour être élève officier de réserve en 1927. Il épouse en juillet 1929 Marguerite Riveilh ; il est alors sous-lieutenant au 14e régiment de tirailleurs sénégalais, en garnison à Mont-de-Marsan. Il est lieutenant de réserve en 1930.
Il gagne les Vosges dans les années 1930, où il est avoué à Neufchâteau à partir de novembre 1933.
Il publie en 1934 un recueil de poésies, La Lyre ardente, dédié à Claude Farrère et préfacé par François Duhourcau. Une revue artistique le présente comme un ancien officier d'infanterie coloniale qui a quitté l'armée. Lauréat du Prix Antony-Valabrègue en 1936 décerné par l’Académie française, il collabore à des revues littéraires. Il adhère en 1934 à l'Académie des lettres pyrénéennes, du Béarn, avec laquelle il était en relation dans les années 1920.
C'est également un militant politique. Il milite à Bayonne vers 1925 à l'Action française, avant la condamnation pontificale de ce mouvement royaliste et nationaliste. Dans les Vosges, c'est un militant républicain national durant les années 1930, actif dans le Nord-Ouest de ce département. Il fonde en 1933 un comité des républicains nationaux à Liffol-le-Grand, où il est élu conseiller municipal en 1935, puis un groupe d'action républicaine et nationale en juillet-août 1935 dans l'arrondissement de Neufchâteau, en relation avec le Centre de propagande des républicains nationaux. Il collabore au périodique de droite local La Plaine des Vosges et soutient la campagne électorale de Marcel Boucher en 1936 contre le Front populaire. Il est ensuite le principal animateur du Rassemblement national lorrain dans l'arrondissement de Neufchâteau jusqu'en 1938 au moins. Il organise avec Marcel Boucher un banquet à Rouceux en janvier 1937, pour écouter des parlementaires comme Jean Chiappe, Philippe Henriot, Jean-Louis Tixier-Vignancour, venus dénoncer la politique du Front populaire, et des militants nancéiens du RNL. Il organise une nouvelle réunion en juillet, avec le député de Nancy François Valentin et des dirigeants du RNL. Il assiste à une réunion du RNL à Nancy et participe au congrès de cette organisation en juin 1938.
Il milite aussi pour développer le culte de Jeanne d'Arc. Il fonde en 1933 à Domrémy la Société des Amis du berceau de Jeanne d'Arc, dont il est le secrétaire général. Elle est présidée à l'origine par le maréchal Hubert Lyautey puis par l'Académicien Louis Madelin. Il appuie de 1937 à 1939 l'action du député Marcel Boucher, organisateur de cérémonies de masse à Domrémy en l'honneur de Jeanne d'Arc et président des Compagnons de Jeanne d'Arc.
Mobilisé en 1939 comme capitaine d'un régiment de marche d'infanterie coloniale, il est blessé en 1940, ce qui lui vaut en 1946 la croix de chevalier de la Légion d'honneur. Commandant de réserve, il entre ensuite dans l'organisation clandestine du contre-espionnage de l'armée. Il s'occupe de l'antenne de Bordeaux du poste TR clandestin de Toulouse jusqu'en 1942 puis il dirige à Paris le sous-réseau Gédéon, rattaché en 1943 au TR jeune, sous les ordres de Paul Paillole. Ses pseudonymes de résistant sont « capitaine Christian » ou « Germont ». Il contribue notamment à l'évasion de l'épouse de Jean de Lattre de Tassigny et de son fils ,,,,.
Chef adjoint du cabinet d'Edmond Michelet, ministre des armées, qu'il a connu sous l'Occupation, il est élu en juin 1946 député de la seconde Assemblée constituante, en Haute-Garonne, sur une liste du Mouvement républicain populaire (MRP) (seul élu de la liste). Il est membre de la commission de défense nationale. Il démissionne du MRP en octobre, à la veille du référendum constitutionnel français d'octobre 1946, regrettant notamment que la presse de ce parti ait publié « des attaques inadmissibles contre le Premier résistant de France » (de Gaulle) et appelant à voter non à ce référendum. Le président du groupe MRP fait savoir dans une lettre publiée par la presse qu'il doute de la solidité de ses convictions à propos du référendum, soulignant que la fédération de la Haute-Garonne du MRP avait décidé de ne pas soutenir sa candidature aux prochaines élections avant sa démission. En novembre de la même année, Getten conduit une liste républicaine indépendante d'union gaulliste qui n'obtient que 16 000 voix environ (5,1 % des inscrits),,.
En 1947, il devient administrateur et président-directeur général d'une petite société de distribution de films, la Distribution parisienne de films. Il participe activement à ce titre à la sortie du film Le Mariage de Ramuntcho, premier film français commercial en couleur, qui évoque le pays basque.
Il serait mort en décembre 1947 d'une crise cardiaque, jeune encore, à 42 ans.
Une rue porte son nom à Toulouse.

## Distinctions
- Officier de la Légion d'honneur.

## Publications
- Gilbert Getten, La Lyre ardente, Paris, Éditions Excelsior, 1934, 104 p.